# بده‌بیر
بده‌بیر (به انگلیسی: Badaber) یک روستا در پاکستان است که در ناحیه پیشاور واقع شده‌است.